# Montese
Montese (emilián nyelven Muntês) település Olaszországban, Emilia-Romagna régióban, Modena megyében. Lakosainak száma 3251 fő (2023. január 1.). Montese Fanano, Lizzano in Belvedere, Sestola, Castel d’Aiano, Gaggio Montano, Pavullo nel Frignano és Zocca községekkel határos.

## Népesség
A település lakossága az elmúlt években az alábbi módon változott:
| Lakosok száma | 3353 | 3325 | 3251 |
|               | 2017 | 2018 | 2023 |